# Scandicci
Scandicci é uma comuna italiana da região da Toscana, província de Florença, com cerca de 49.842 habitantes. Estende-se por uma área de 59,59 km², tendo uma densidade populacional de 836,3 hab/km². Faz fronteira com Campi Bisenzio, Florença, Impruneta, Lastra a Signa, Montespertoli, San Casciano in Val di Pesa, Signa.

## Demografia
| Variação demográfica do município entre 1861 e 2011                               |
|                                                                                   |
| Fonte: Istituto Nazionale di Statistica (ISTAT) - Elaboração gráfica da Wikipedia |